# Clavicordo
Il clavicordo o clavicordio è uno strumento musicale a corde, dotato di tastiera. È stato uno dei protagonisti del panorama musicale europeo per più di quattrocento anni, ovvero dal XIV secolo al XVII secolo ed oltre.
Il caratteristico e peculiare suono è prodotto da un organismo meccanico, che nell’arco di molti secoli non ha visto sostanziali trasformazioni.
La cassa dello strumento si presenta in forma generalmente rettangolare. La parte destra è occupata da una tavola armonica di dimensioni variabili. La parte restante è invece occupata dalla meccanica comprendente la tastiera e le leve dei tasti. Le corde sono stese più o meno parallelamente alla tastiera e sono applicate a sinistra lungo il fianco della cassa e a destra su caviglie conficcate sul somiere; le corde passano sopra un ponticello (o eventualmente più ponticelli) a sua volta posto opportunamente sopra la tavola armonica. Le corde sono generalmente organizzate in cori da due al fine di rendere il suono più corposo. 
Le corde sono messe in vibrazione attraverso il movimento di lamelle metalliche dette ‘tangenti’ che si trovano serrate alla estremità di ciascuna leva del tasto. Quando il tasto viene abbassato attraverso dall’esecutore, la leva si alza facendo percuotere dalla tangente la corda sul punto corrispondente. Per questo fatto potremmo definire il clavicordo uno strumento a corde percosse diversamente dal clavicembalo dove le corde sono pizzicate.
La tangente (analogamente alla penna nel clavicembalo e al martello nel pianoforte) assolve alla prioritaria funzione di mettere in vibrazione la corda. Ma, a differenza della penna o del martelletto che ritornano automaticamente nella posizione di riposo dopo aver assolto alla loro funzione, la tangente rimane solidale alla corda per tutto il tempo in cui il tasto viene tenuto abbassato. Le immediate conseguenze di questo fatto sono almeno tre:
1. variando la pressione sul tasto è possibile variare l’intonazione della nota prodotta;
2. la velocità di percussione produce varietà di volume potendo così creare delle dinamiche
3. il punto di tangenza identifica anche la sezione di corda vibrante individuata tra il punto di tangenza stesso e il punto di attacco sul ponticello.
A differenza del clavicembalo dunque la lunghezza delle corde non è stabilita a priori dalla forma del ponticello ma è data dalla posizione della tangente rispetto alla corda.

## Storia

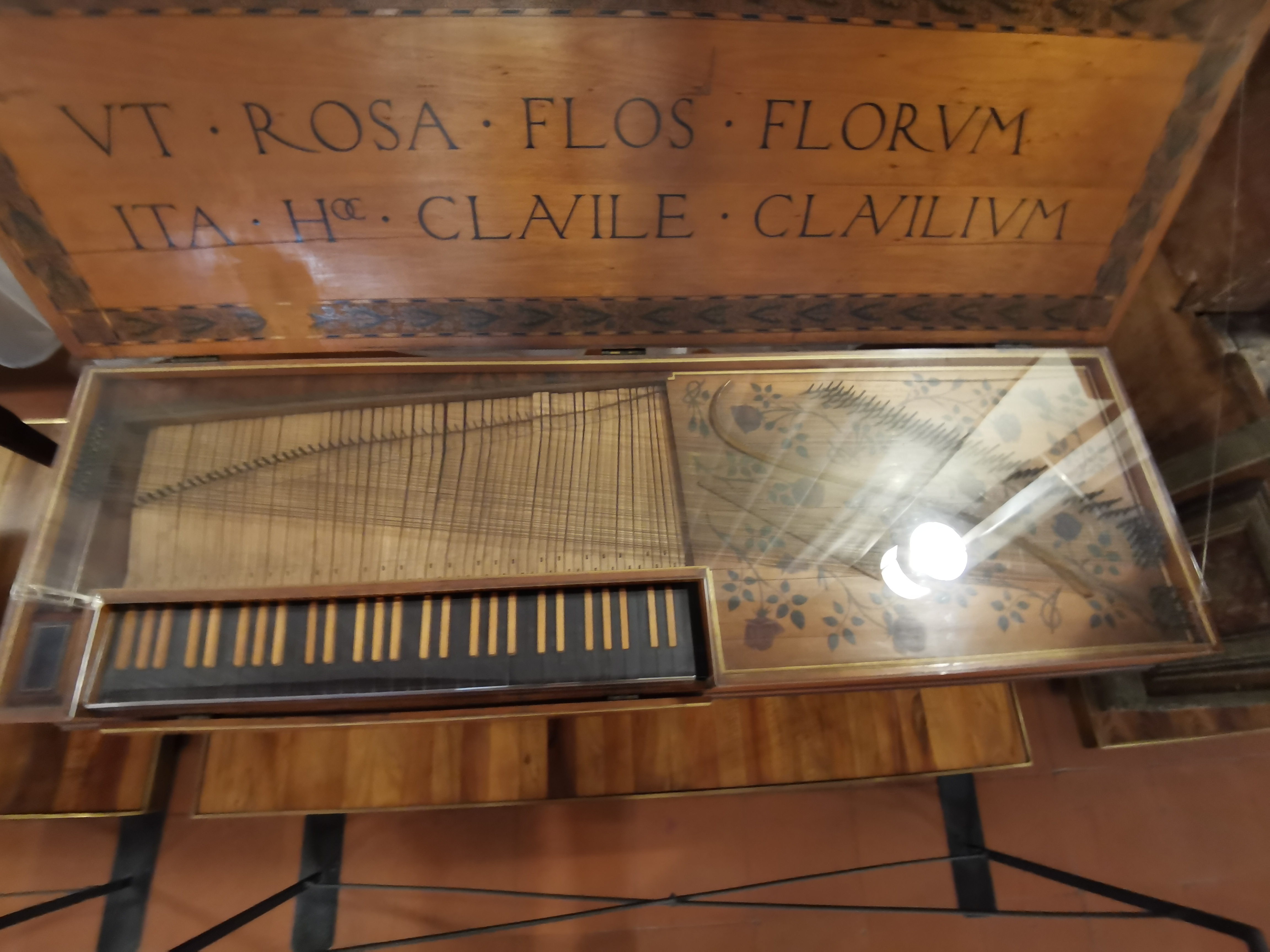
Clavicordo nel museo degli strumenti musicali del Castello Sforzesco, a Milano

Le origini del clavicordo non sono affatto chiare. Sembra certo che abbia origine dal monocordo, strumento probabilmente inventato da Pitagora di Samo nel VI secolo a.C. (e comunque di certo esistente ai suoi tempi) per studi di acustica e successivamente divenuto, soprattutto nel Medioevo, un vero e proprio strumento musicale, come risulta dal Roman de Brut del 1157, dove viene indicato con il termine "monacorde". Nel poema Der Minne Regel di Eberhard Cersne vengono menzionati tanto il monocordo quanto il clavicordo.
Successivamente, il clavicordo viene menzionato in trattati di Georgius Anselmi (1434), di Henri Arnault de Zwolle (1435 circa) e di Ramis de Pareja (1482). Da questi scritti appare chiaro che il clavicordo aveva subito una certa evoluzione, almeno a partire dagli inizi del XV secolo: viene descritto come munito di dieci corde e dotato di tastiera cromatica. Essendo munito di più corde, il clavicordo era adatto ad essere utilizzato sia in modo melodico che armonico, divenendo presto strumento di esercizio per organisti. Era, peraltro, adatto a servire all'insegnamento della musica e i suoi costi di costruzione risultavano contenuti.
Pare che le corde di questo nuovo tipo di clavicordo sorto nel XV secolo fossero tutte di uguale lunghezza e sezione, anche se le esperienze fatte con altri strumenti, quali cetre e salteri avevano suggerito di migliorare il suono variando appunto questi valori. Nel tempo aumentò l'estensione, fino a raggiungere una gamma di quattro ottave, mentre fu raddoppiato il numero delle corde, con coppie accordate all'unisono.
Del clavicordo esiste un'illustrazione e una descrizione ad opera di Sebastian Virdung (1511), ma l'esemplare più antico giunto a noi fu costruito da Domenico di Pesaro nel 1543: è oggi conservato al Museo degli strumenti musicali dell'Università di Lipsia. Il clavicordo di Virdung sembra munito di non più di tredici o quattordici coppie di corde unisone, le gravi in ottone e le acute in acciaio. Quello di Domenico di Pesaro ha ventidue corde e un'estensione di quattro ottave. Negli affreschi pordenoniani della basilica di Santa Maria di Campagna a Piacenza è raffigurato un clavicordo (forse una spinetta).
Verso la fine del XVI secolo, la tastiera del clavicordo era divenuta interamente cromatica, mentre l'estensione raggiungeva le quattro ottave e mezzo, corrispondente a quella consueta ad altri strumenti a tastiera in uso nell'epoca. La cassa su cui veniva montato lo strumento misurava circa 130 cm per 30 di profondità.
Le raccolte di sonate, fantasie e rondò di Carl Philipp Emanuel Bach, pubblicate tra il 1779 e il 1787, rappresentano il canto del cigno del clavicordo.

## Funzionamento e caratteristiche tecniche
Il clavicordo emette un suono molto discreto; piccoli clavicordi sono adatti solo come strumenti da studio; grandi clavicordi "liberi" possono sostenere concerti in piccole sale e reggere un pubblico fino a circa 100 persone. Il suo repertorio è quello del clavicembalo, nei limiti delle possibilità tecniche della tastiera singola e della sua estensione, sebbene alcuni clavicordi del primo '800 superavano l'estensione del clavicembalo, avendo anche 6 ottave. Il clavicordo, a differenza del clavicembalo, è uno strumento dotato di dinamica sonora, mentre negli strumenti a pizzico non sono possibili variazioni dinamiche tramite il tocco, motivo per cui spesso i clavicembali hanno due tastiere (una per il piano e una per il forte).

(A/B) Tasto; (1A/1B) Tangente; (2A/2B) bilanciere del tasto; (3) Corda; (4) Fondo di risonanza; (5) ponte fisso; (6) Striscia di feltro

All'estremità di ciascun tasto del clavicordo è collocato un piccolo dispositivo metallico in ottone, chiamato tangente, secondo un meccanismo di leva di primo tipo. La tangente ha un duplice scopo: divide la corda (funzionando quindi come una sorta di ponticello) e la mette in vibrazione, causando la produzione del suono.
A differenza che nel pianoforte, in cui il martello una volta percossa la corda torna indietro, nel clavicordo la tangente, finché non si lascia il tasto, resta appoggiata alla corda e fa perdurare il suono. Delle due sezioni in cui la corda è divisa dalla tangente, una sola entra in vibrazione, in quanto l'altra è opportunamente avvolta da un panno. Questo panno funge anche da smorzatore del suono una volta che la tangente si allontana dalla corda. Il suono del clavicordo è piuttosto tenue: la tangente è infatti leggera e breve è la distanza da essa percorsa. Il timbro è assai ricco, poiché tutti gli armonici sono presenti nel suono, proprio perché la corda è colpita ad una sua estremità.
Spesso i clavicordi erano costruiti in modo da poter azionare più tasti su una sola corda, ottenendo così note diverse sulla medesima corda: il numero complessivo delle corde poteva così essere inferiore al numero dei tasti, con conseguente economia nella costruzione, riduzione delle dimensioni dello strumento e rapidità nell'accordatura; lo svantaggio è che finché la tangente di un tasto è a contatto della corda non è possibile suonare un'altra nota il cui tasto agisce su quella stessa corda. Questo genere di clavicordo veniva definito "legato" (gebunden, in tedesco).

### LaBebung
Il clavicordo è sprovvisto di un sistema di scappamento come si ritrova sul pianoforte; per questo motivo la tangente, finché il tasto non viene rilasciato, resta a contatto della corda, creando un nodo sulla corda che vibra. Se, mantenendo il tasto premuto, si esercita una serie di micropressioni consecutive (la cui velocità è decisa dal gusto dell'esecutore), la tangente premerà sulla corda con forza variabile ritmicamente, tendendola ulteriormente a ogni pressione: questa tensione innalza il suono prodotto e crea un effetto di vibrato. Questo vibrato, che non si può realizzare in nessun altro cordofono a tastiera, è generalmente chiamato con il termine tedesco di Bebung.

## Citazioni letterarie
Nel romanzo inglese Pamela, o la virtù premiata di Samuel Richardson del 1740 alla protagonista Pamela Andrews, cameriera presso il ricco Lord Brandon, viene chiesto di suonare più volte il clavicordo, oltre che l'arpicordo, strumenti musicali praticati dalle fanciulle di buoni costumi.
Nel romanzo americano Il giovane Holden di Jerome David Salinger del 1951 al protagonista Holden Caulfield viene chiesto da una prostituta dove sia stato operato e lui risponde "al clavicordo, che si trova nella spina dorsale".